# Pedro de Berague
Pedro de Berague fue un poeta español anterior al siglo XV.
Son muy oscuros, o mejor dicho, se carece de datos sobre su vida, sabiéndose solamente que escribió dos obras en verso: El Tratado de la doctrina, publicado en el tomo LVII de la Biblioteca de autores españoles de Rivadeneyra, y Los trabajos mundanos. El primero fue atribuido, sin fundamento, al rabino Sem Tob de Carrión, pero Fitzmaurice-Kelly, en su Historia de la literatura española (página 129, editorial de Madrid, 1905) prueba ser falsa la suposición.
Fue la primera obra de su clase en literatura castellana escrita en tercetos octosílabos que terminan en un verso de cuatro sílabas.
- El contenido de este artículo incorpora material del tomo 8 de la Enciclopedia Universal Ilustrada Europeo-Americana (Espasa), cuya publicación fue anterior a 1945, por lo que se encuentra en el dominio público.

- Datos: Q6070442